# Desenho técnico

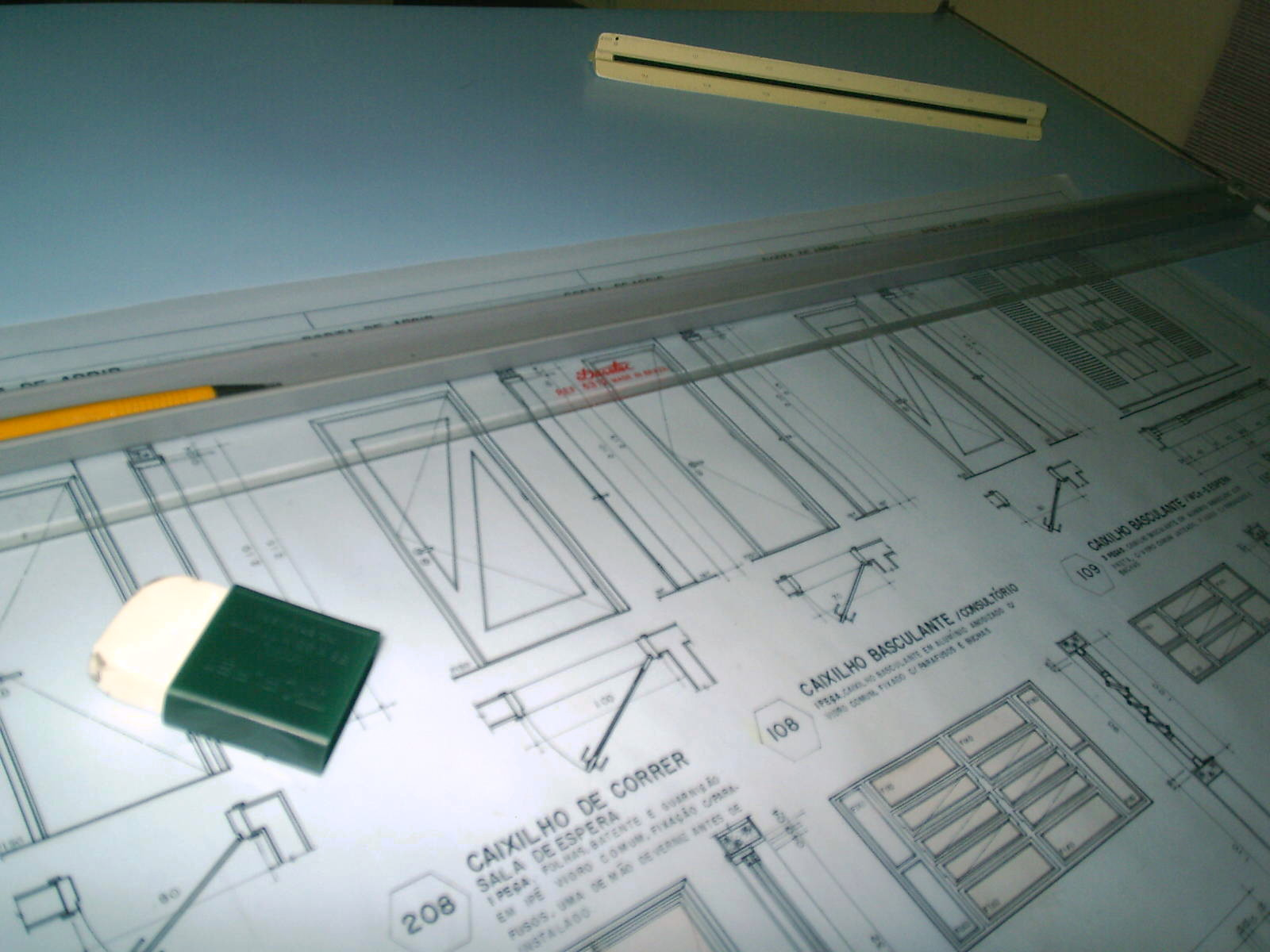
Desenho de portas e janelas segundo as convenções do desenho técnico

O desenho técnico é um ramo especializado do desenho, caracterizado pela sua normalização e pela apropriação que faz dos seguintes conteúdos:
- Geometria Descritiva: vistas ortogonais, cortes, seções, determinação de distâncias, áreas e planificação de sólidos.
- Perspectivas: métodos ilustrativos de representação do espaço e de objetos[2]
  - Perspectiva isométrica: método de representação paralela que se desenvolve a 30º, cujas medidas dos eixos principais permanecem inalteradas.
  - Perspectiva cavaleira: método paralelo mais comumente representado a 15, 30, 45 e 60 graus, que adota reduções para as diagonais da profundidade.
  - Perspectiva do arquiteto: método com dois pontos de fuga.[3]
- Desenho Geométrico: construções fundamentais e concordâncias.[4]

Tal forma de representação gráfica é utilizada como base do projeto na arquitetura, no design e na engenharia. O desenho técnico é a ferramenta necessária para a interpretação e representação de um projeto, por ser o meio de comunicação entre a equipe de criação e a de fabricação (ou de construção); nesse contexto ele pode ser interpretado como a linguagem gráfica que representa as formas, dimensões e posicionamento de objetos e suas relações com o meio.

## Escalas
As escalas são utilizadas para ampliar ou reduzir o objeto projetado, de acordo com a precisão desejada. As escalas são trabalhadas da seguinte forma:
- Escala de tamanho natural:

1:1
- Escala de ampliação:

2:1
5:1
10:1

Assim tem-se: 20:1, 50:1, 100:1, após a multiplicação por 10.
- Escala de redução:

1:2
1:5
1:10

Assim tem-se: 1:20, 1:50, 1:100, após a divisão por 10.

## Classificação de desenhos
Por indústria: desenhos técnicos, desenhos de construção.
Por sua vez, os desenhos técnicos e de construção podem ser divididos de acordo com a finalidade.
Técnico: desenho de montagem, desenho dimensional, desenho de instalação, desenho de embalagem, etc. de acordo com GOST 2.102-68.
Construção: soluções arquitetônicas, plano diretor, refrigeração, interiores, etc.
Pelo método de projeto: primeiro construindo 3D, depois desenhos e vice-versa.
Por mídia: digital, papel

## Vistas ortográficas

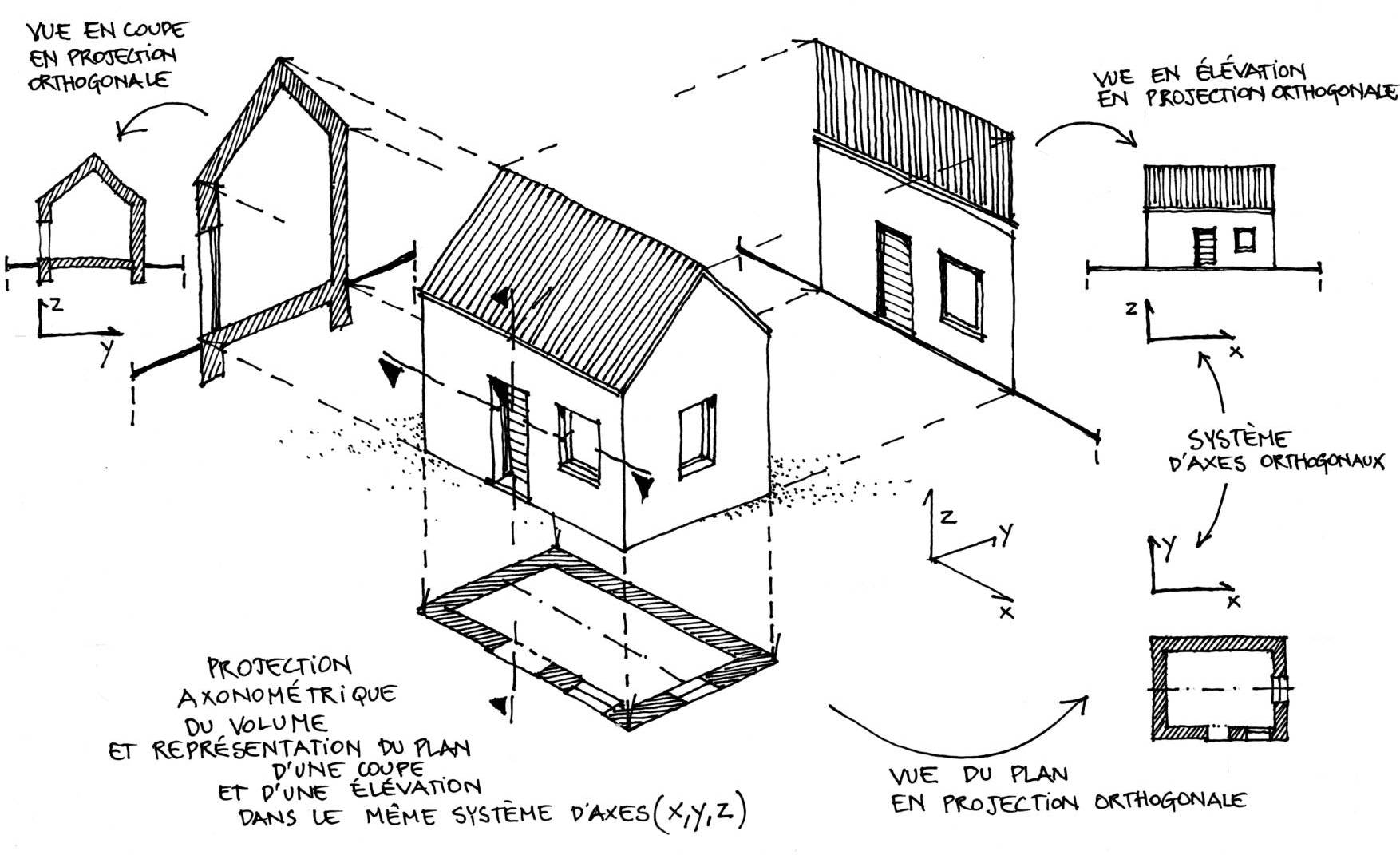
Projeções ortogonais de uma casa. O esboço mostra as vistas: frontal em corte, superior em corte e lateral esquerda.

Vistas ortográficas ou vistas ortogonais são as projeções de um objeto a partir de observadores situados no infinito, perpendiculares aos planos de projeção. Quanto à disposição das vistas, dois modelos podem ser encontrados com maior facilidade: o método europeu (que dispõe as vistas no primeiro diedro) e o método americano (que adota o 3º diedro).

## Formato dos papéis

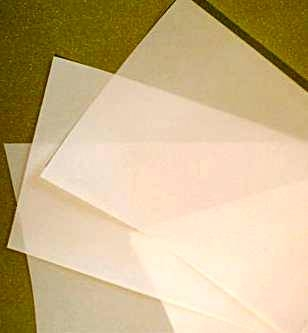
Papéis especiais do desenho técnico

Usualmente são utilizados papéis especiais de dimensionamentos normalizados para a confecção do desenho, entre eles os mais usados são os da séries A que tem suas medidas em milímetros, nas dimensões:
A0 - 841 x 1189 = 999949 milímetros²
A1 - 594 x 841 = 499554 milímetros²
A2 - 420 x 594 = 249480 milímetros²
A3 - 297 x 420 = 124740 milímetros²
A4 - 210 x 297 = 62370 milímetros²
A5 - 148 x 210 = 31080 milímetros²
(sendo milímetros² uma unidade de medida de área usada pelas normas técnicas internacionais.)
No seu contexto mais geral, o Desenho Técnico engloba um conjunto de metodologias e procedimentos necessários para o desenvolvimento e comunicação entre projetos, conceitos e ideias e, no seu contexto mais restrito, refere-se às especificações técnicas de produtos e sistemas.

## Desenho auxiliado por computador - CAD
Não é de se estranhar que, com o desenvolvimento da computação gráfica e dos sistemas de informação, os processos e métodos de representação gráfica, utilizados pelo Desenho Técnico no contexto industrial, tenham também mudado profundamente. Passou-se rapidamente da régua T e do esquadro às máquinas de desenhar, aos programas comerciais de desenho 2D assistido por computador (CAD) e mais recentemente a uma tendência para a utilização generalizada de sistemas de modelação geométrica 3D (CAM), com o advento da tecnologia (BIM) (Building Information Modeling.)
Nestas circunstâncias, na organização do ensino e na elaboração de textos de apoio na área de Desenho Técnico põem-se particulares desafios na forma de conciliar, por um lado, o desenvolvimento de capacidades de expressão e representação gráfica e a sua utilização em atividades criativas e, por outro lado, a aquisição de conhecimentos de natureza tecnológica na área do Desenho Técnico.
No primeiro caso procura-se o desenvolvimento do pensamento criativo e de capacidades de visualização espacial, de transmitir ideias, formas e conceitos através de gráficos, ainda executados à mão livre. Esta capacidade constitui uma qualificação de reconhecida importância no exercício da atividade profissional do engenheiro.
No segundo caso trata-se do uso das técnicas emergentes de representação geométrica associadas aos temas mais clássicos da descrição técnica de produtos e sistemas e suportadas num corpo estabilizado de normalização técnica internacionalmente aceita. A produção de desenhos de detalhe e de fabrico, incluindo as práticas clássicas de projeções, cortes, dimensionamento, tolerância e anotações diversas, é ainda uma atividade imprescindível na confecção da documentação técnica e constituem, em muitos casos, o suporte legal e comercial nas relações com fornecedores e construtores.
Importa reconhecer aqui as enormes potencialidades das tecnologias de modelação geométrica atualmente disponíveis em diversos programas comerciais. Protótipos virtuais são facilmente construídos e visualizados. As estruturas de dados associadas a estes modelos geométricos são facilmente convertidas para outras aplicações de engenharia e os projetos desenvolvidos podem ser verificados em termos de folgas, interferências e atravancamentos em situações de movimento relativo entre componentes e analisados do ponto de vista estrutural, escoamento de fluidos e transferência de calor.

## Modalidades
Para cada área da tecnologia existe uma especialização diferente do desenho técnico, normalmente envolvendo normatização específica. Alguns exemplos são os que seguem:
- Desenho mecânico - voltado ao projeto de máquinas, motores, peças mecânicas, etc. Executado em milímetros.
- Desenho arquitetônico - voltado ao projeto de arquitetura, desenho urbano, paisagismo, etc. Executado em metros.
- Desenho topográfico - voltado ao projeto de topografia, levantamentos topográficos, etc. Executado em metros.
- Desenho técnico de moda - voltado para desenhar a estrutura técnica das roupas sobre a numerologia do peso.